# Palomar (Jalisco)
Palomar es una localidad del estado mexicano de Jalisco. Es parte del municipio de Tlajomulco de Zúñiga.

## Demografía
| Gráfica de evolución demográfica |
|                                  |

| Censo | Población |
| ----- | --------- |
| 1990  | 403       |
| 2000  | 2 893     |
| 2010  | 4 837     |
| 2020  | 6 459     |